# Großdolmen

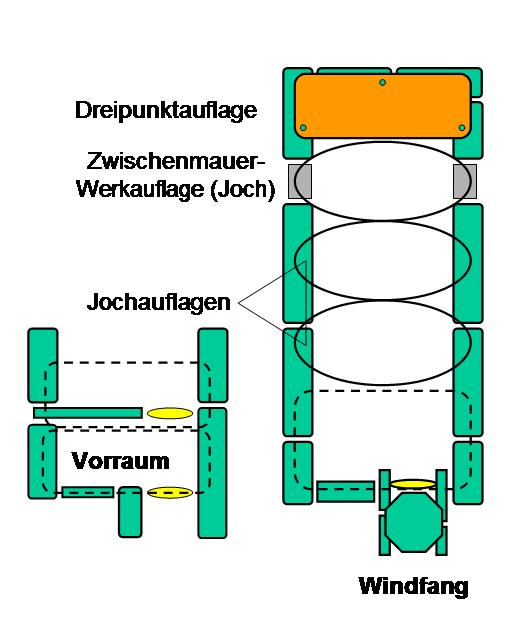
Großdolmentypen

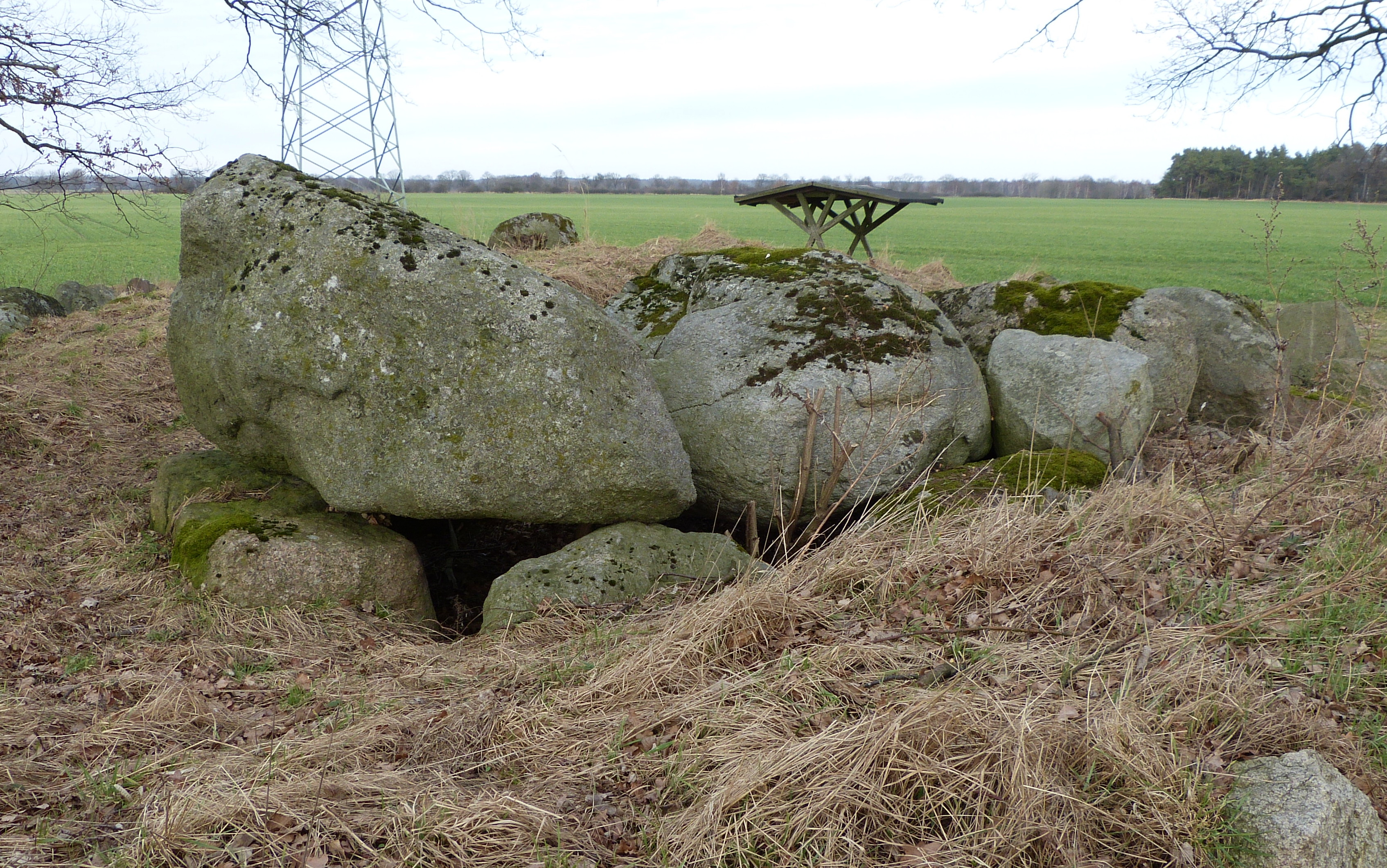
Großsteingrab Kruckow 1 Großdolmen

Der Großdolmen ist ein Megalithanlagentyp der Trichterbecherkultur (TBK), der in der nordischen Megalitharchitektur, primär im Osten von Mecklenburg-Vorpommern, mit zwei verschiedenen Zugangsarten aber auch in Polen (Megalithanlage von Złotowo) sowie Dänemark (dänisch Stordysse), baulich in etwas anderer Form vorkommt. Die Dolmen entstanden zwischen 3500 und 2800 v. Chr.
Neolithische Monumente sind Ausdruck der Kultur und Ideologie neolithischer Gesellschaften. Ihre Entstehung und Funktion gelten als Kennzeichen der sozialen Entwicklung.

## Definition
Man bezeichnet in Deutschland Dolmen mit mehr als zwei (bis sieben) Decksteinen als Großdolmen und unterscheidet (nur hier) in:
- Großdolmen mit Vorraum;
- Großdolmen mit Windfang; als meist koaxialer, selten axialer Zugang.

Der Windfangdolmen hat seinen Verbreitungsschwerpunkt auf der Insel Rügen und dem der Insel gegenüber liegenden Festland. Der Schwerpunkt des Vorraums liegt südöstlich davon, zwischen Demmin und der Insel Usedom bis nach Sachsen-Anhalt. Einige abweichende, aber sehr seltene Gestaltungen erinnern an erweiterte Dolmen oder polygonale Lösungen. Es gibt in Mecklenburg 146 Großdolmen, von denen Ewald Schuldt 44 untersuchte.
- 16 hatten einen Windfang (36,4 %)
- 13 hatten einen Vorraum (29,5 %)
- 6 hatten einen Schwellenstein und eine Türplatte (13,6 %)
- 4 waren im Bezug auf den Zugang unbestimmbar
- 3 hatten einen Zugang durch Wandlücken (6,8 %)
- 2 hatten einen kurzen Gang (4,5 %)

Außerhalb Mecklenburgs finden sich zwei Großdolmen in Schleswig-Holstein (z. B. Großsteingrab Wees, Kreis Flensburg), wenige in Niedersachsen, aber etliche in Dänemark (Dolmen von Vedsted, Knudsby Stordysse, Krejbjerg Stordysse) und Sachsen-Anhalt (Lüdelsen 4 + 5).

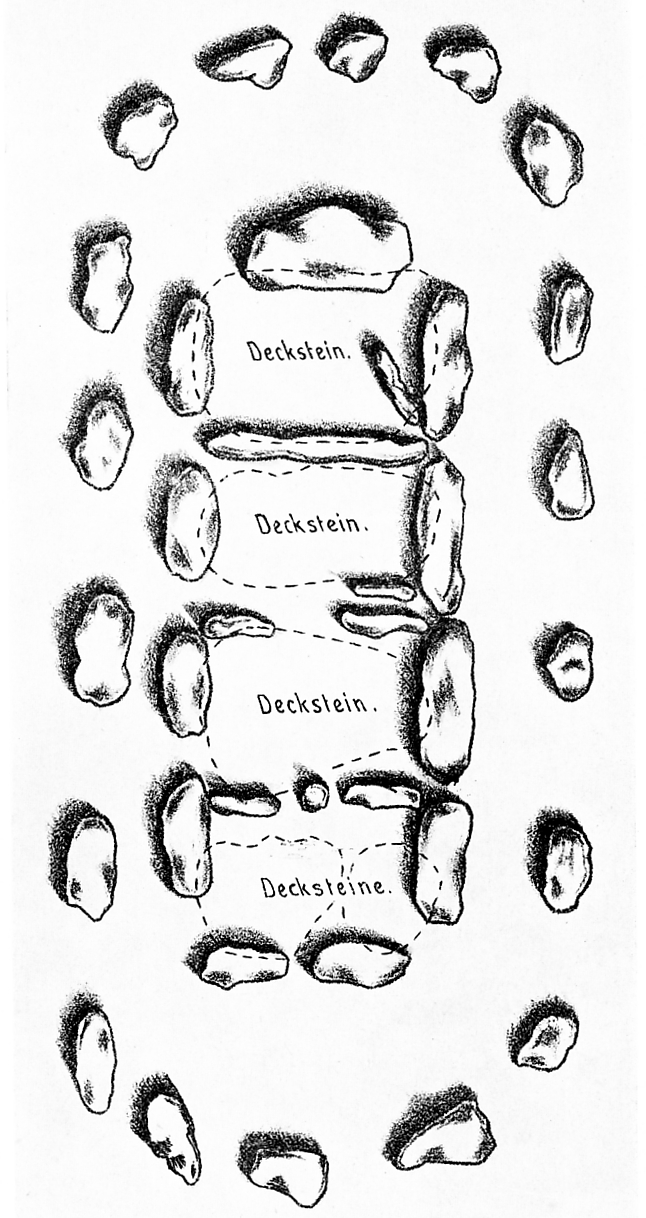
Großdolmen von Schwinge im ovalen Hünenbett; ohne erkennbaren Zugang

Da die Breite nordischer Megalithanlagen, aufgrund des Ausgangsmaterials begrenzt ist, wurde der Längenausbau – bei dem Bestreben nach Vergrößerung der Kammern – zum wesentlichen Gestaltungsziel. Großdolmen erreichen mit durchschnittlich 14 m³ Innenraum Längen bis etwa 11,0 m (Großsteingrab Kläden in Sachsen-Anhalt), die ansonsten nur von Galerie- und Ganggräbern erreicht wird. Beim Großdolmen liegen auf den acht bis 18 Tragsteinen bis zu sieben Decksteine. Einige Großdolmen wurden unter Verwendung eines breiten Zwischenmauerwerks, auf das u. U. auch die Decksteine aufgelegt wurden, verlängert.
Neben Ganggräbern sind Großdolmen eine Anlagenform, deren mittlere Decksteine mitunter in Jochbauweise (siehe Bild) aufgelegt wurden. Während es zunächst ausschließlich Deckenkonstruktionen gibt, die ihre Statik aus der Tragfähigkeit einer Dreipunktauflage gewinnen, werden bei der späteren Jochkonstruktion zwei Steine (ein Joch) trilithenartig zu einer Einheit verbaut. Da der unebene Deckstein nur auf zwei Punkten aufliegt, die Zweipunkt-Auflage bei unbearbeiteten Natursteinen (Findlingen) aber sehr instabil ist, wurden zum einen die beiden Tragsteine leicht einwärts geneigt. Zusätzlich stützen sich die Decke von Jochen in Längsrichtung der Anlage aneinander ab. Beide Enden einer solchenmaßen erstellten Decksteinreihe bestehen allerdings stets aus stabilen Dreipunktauflagen, da diese der gesamten Konstruktion den Halt verleihen.
Die 44 untersuchten Großdolmen lagen sowohl in rechteckigen (5) und tropezoiden Hünenbetten (8), als auch unter Rundhügeln (4), besonders oft aber unter von Rollsteinen bedeckten Hügeln (26). Ohne Erkenntnisse über die Art des (abgetragenen) Hügels blieb nur eine der von Schuldt untersuchten Anlagen des Typs. Die trapezoiden Einfassungen (z. B. Dwasieden, Lancken-Granitz I, Kruckow, Nadelitz, Pöglitz, Poggendorfer Forst) haben (mitunter beidseitig) Wächtersteine. Der Großdolmen von Gaarzerhof, der zunächst in einem sehr kurzen rechteckigen Hünenbett lag, wurde final mit einem Rundhügel überdeckt.

## Anlagen mit Vorraum
Die Anlagen mit Vorraum haben 6 oder mehr Tragsteine, mindestens 3  Decksteine und 2 Schlusssteine, wobei der Schlussstein auf der Zugangsseite meist ein plattenartiger Block von etwa halber Kammerbreite ist, der rechtwinklig zur Langseite, koaxial den äußeren Abschluss bildet. Durch einen Schwellenstein, wird eine Verbindung zu einem Rahmenstein auf der anderen Langseite hergestellt.
Der Grundriss dieses Dolmentyps ist fast immer rechtwinklig. Die durchschnittlich 0,8 m breite koaxiale äußere Zugangslücke wurde durch trägerhohe Halbsteine nach außen verlängert, so dass ein bis zu 0,8 m breiter und hoher Gang entstand, dessen Länge selten 1,0 m überschreitet.
Die Dolmen dieser Konstruktion sind in Kammer und Vorraum unterteilt. Letzterer liegt am Zugangsende und nimmt mit einer Länge zwischen 1,2 und 2,0 m ein Drittel bis ein Viertel der Gesamtfläche ein. Die Trennung von Vorkammer und Kammer erfolgt durch eine quergestellte Rotsandsteinplatte, die etwa die Dimensionen der äußeren Schlussplatte hat und bis unter den Deckstein reicht.
Sie ist gegen einen Tragstein der Langseite gestellt oder durch Trockenmauerwerk mit diesem verbunden. In Richtung des Zugangs entsteht dadurch eine bis 1,0 m breite Lücke als Durchgang in die Kammer, der mit Schwellen- und Rahmenstein versehen wurde und mittels Türplatte zugestellt werden konnte.

## Dänemark
Stordysser ist die dänische Bezeichnung für dortige Großdolmen, die eine längere Kammer haben, und deren axialer Gang meist die Randsteine der Hügeleinfassung  erreicht. Die in manchen Gegenden Dänemarks häufigen Stordysser haben selten mehr als 4,0 m lange Kammern. Die Breite betrug 2,0 bis 2,5 m. Zwei Decksteine die oft quer zur Richtung des häufig nach Südosten orientierten Ganges liegen, wurden normalerweise verwendet. Der in Dänemark gebräuchliche Begriff stordysse folgt einer abweichenden Definition. Lars Blomqvist (jetzt Bägerfeldt) benutzt in seiner Definition der Dolmentypen den Begriff stordysse nicht. Ursprünglich ging man davon aus, dass ihr Auftreten den Übergang von der Dolmen- zur Ganggrabzeit und zur Kollektivbestattung markierte. Diese Abfolge gilt inzwischen als widerlegt.